# 日落蛾
日落蛾（Chrysiridia rhipheus）是一种白天飞行的蛾，属于燕蛾科。它被认为是最美丽最富感染力的鳞翅目昆虫之一。由于在全世界都很有名，大多数关于鳞翅目的休闲书都收录有它，同时也是收藏家追捧的对象。它非常艳丽，但翅膀的虹彩部分没有色素，这些色彩来自光的干涉。成年蛾的翼展为7–9厘米。
德鲁·德鲁里在1773年描述了该物种，将其划归凤蝶属，将它视作蝶类。1823年雅各布·许布纳将它划归金燕蛾属。之后的重新描述使它有了Chrysiridia madagascariensis等异名（莱松，1831年）。
一开始人们认为这种蛾来自中国或孟加拉，但后来发现它是马达加斯加的特有种。该岛大多数地区在全年都可以找到日落蛾，尤以3月到8月间最多，10月到12月间最少。雌性会在脐戟的叶子下产下月80枚卵。毛虫身体为乳黄色，有黑色斑点和红色的足，覆盖有棒状末尾的黑色刚毛。口中吐出的丝帮助幼虫黏住光滑的叶子，在掉落时爬回植物表面。经过四个虫龄之后，幼虫会制造开放的网状的茧。蛹期持续17 - 23天。
日落蛾是马达加斯加岛上以脐戟为食的四种动物里唯一专门靠它为生的。脐戟是有毒的：毒素在幼虫进食时被隔离，并保留到蛹期和成虫阶段。数以千计的日落蛾会在脐戟分布地区的东西两端来回迁徙。

## 分类
英国昆虫学家德鲁·德鲁里1773年由汉默史密斯梅伊上尉获得的标本首先描述了马达加斯加日落蛾。因为形似凤蝶，德鲁里将其命名为“日落凤蝶”（Papilio rhipheus）。1德鲁里收到的标本的头是不同的物种附加上去的，可能是一只蝴蝶，有棒状触角——这一特点经常被用以区别蝶与蛾。当标本中的错误被发现，日落蛾便被划归燕蛾属，直到德国昆虫学家雅各布·许布纳将其归入一个新的属——金燕蛾属。这种蛾还有其他许多名字。由于德鲁里的标本有棒状触角、无尾，Swainson认为它和克拉默描述的完整标本属于不同物种。1833年，斯温森将蝶命名为“毛头日落蝶”（Rhipheus dasycephalus），将蛾命名为“东方月亮蛾”（Leilus orientalis）。其他异名包括1879年马森命名的“克拉默燕蛾”（U. crameri），莱松1831年命名的“日落燕蛾”（U. ripheus）、“马达加斯加燕蛾”（U. madagascariensis）等。
土生的马拉加什人称它为Adriandolo或Lolonandriana，“lolo”意为“精灵”或“蝴蝶”、“andriana”意为“贵族”或“国王” 意思就是“贵族蝴蝶”、 “贵族精灵”、“国王蝴蝶”、或“国王精灵”。金燕蛾属完全属于非洲，该属的唯一其他物种是东非落日蛾。

## 描述
日落蛾的翼展有7 - 9厘米，有时可达11厘米。高地的蛾（900–1080米高）翼展6厘米，低地（600 米）的蛾翼展9厘米。像其它一些燕蛾一样，日落蛾与凤蝶非常相似，尤其是尾巴和多彩的翅膀，很容易被误认为是蝴蝶。
日落蛾是黑色的，有红色、蓝色和绿色斑纹。翅膀边缘有白鳞带，后翅上的较宽。这种蛾有六条尾，在其生命中很容易损坏或断掉；图案的变化是常见的，这种蛾经常左右不对称；蛹期的温度冲击是造成这一点的因素之一。

### 翅的微观结构

日落蛾的下表面 日落蛾的上表面

与其他一些蛾不同，日落蛾翅膀的颜色并不来自色素。这些色彩源于蛾翅上带状鳞的微观结构所产生的光的干涉及相干散射。这些结构特性使其成为光学的常用的研究目标。
日落蛾翅膀上的颜色是由两种光学现象共同导致的：
1. 鳞上的多层透气外皮会造成光的干涉。每片鳞包含角质层，有位置任意的块状物将它们固定，并在它们之间保持空隙。角质层和空隙比可见光的波长要窄。近端有1层角质，远端约有6层。这种结构会极大地反射某些波长的光。这取决于角质层的厚度和光打在鳞片上的角度。
2. 鳞片高度弧状弯曲，造成鳞片间的散射。鳞间相接的部分通常是平滑的；鳞片逐渐的弯上去然后在顶部大幅度折下，覆盖住下一片鳞的相接处。因为这种形状，相邻排的鳞片间有山谷状的沟槽。这可以让光线射向一片鳞，呈90°反射，然后射向下面的鳞，最后射出翅膀。因为每次反射的角度与正入射相去甚远，干涉效应偏爱表现出光线的不同颜色。

翅膀上每一部分所见的颜色都是这两种效应所造成效果的合成。
因为角质层是成排排列，呈圆弧状，第二种成像方法依赖于射入光线的偏振。许多昆虫能够探测光的偏振，所以有科学家提出这种特性可能用于不同蛾之间的视觉信号传递。不过这点目前并未被深入研究过。

## 分布及栖息地

马达加斯加四种脐戟的分布

德鲁里的标本据信来自中国。克拉默相信标本来自孟加拉的金德讷格尔，法语名字“page de Chadernagor”开始广为使用。现在知道日落蛾是马达加斯加岛特有的。成群的成年蛾季节性的在地理上隔绝的脐戟群落间迁徙。它们基本上在岛上各处都有，除了西南部和安德罗伊区极南端的荒漠地带，那些地区不生脐戟。他们从西边的干燥落叶林（安卡拉那脐戟、西方脐戟和棕榈脐戟）迁往东边的雨林（对叶脐戟）。对叶脐戟是其中唯一的常绿物种，可能对日落蛾的生存至关重要。
日落蛾因宿主植物的改变而迁徙。幼虫使整个植物落叶，甚至以花和果为食，对幼苗的生长繁殖有很大消极影响。植物可能会改变营养物和二次合成水平，作为对其的反应，这就对幼虫有毒，导致高死亡率。没有被幼虫损坏的脐戟毒性较低。这些因素导致本地种群数量的集中增加和突然崩溃。种群崩溃肯能院子幼虫死亡率的增加，不过更可能是因为成年蛾的迁徙。通过化学信息，寄主植物可以找来膜翅目拟寄生物来保护自己，这对日落蛾的种群动态有一定影响。

## 行为
与多数蛾不同，日落蛾白天出没，明亮的警戒色向掠食者警告了它的毒性。它的夜晚休息姿势是翅膀垂直于背部，与许多蝶类相似。迁徙中它们晚上扎堆休息。这种蛾在树冠间及林中空地上飞行。有时借助风力它可以飞约100米，然后降落在地上，合上翅膀。

### 生活周期

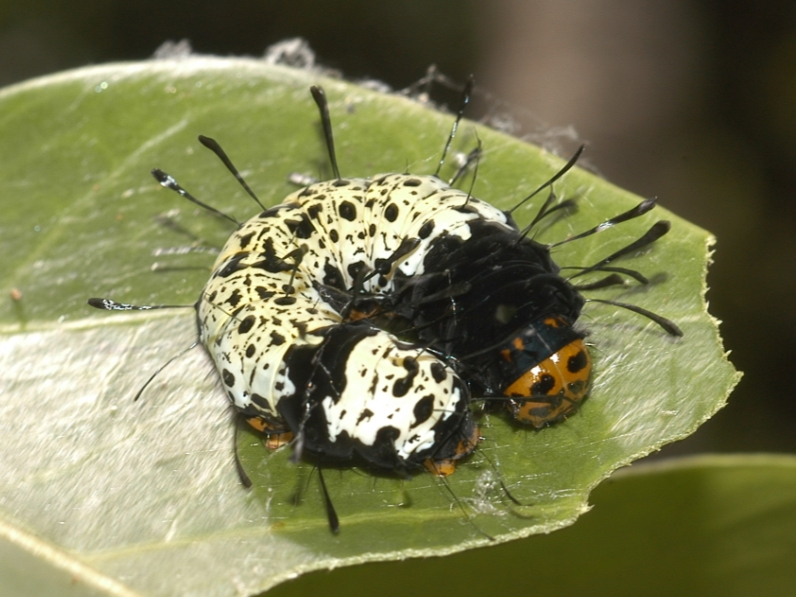
最后一龄的幼虫，附着在对叶脐戟的叶子上

全年都可以见到各种世代的日落蛾。尤以3月到8月间（秋冬季）最多，10月到12月间（春季）最少。
雌性在下午的末尾或傍晚时分产卵，凭借视觉找到适合的产卵地点。像其它燕蛾的卵一样，日落蛾的卵为半球形，有突出骨架。单颗卵重1毫克（3.5×10−5盎司）且通常有17条骨架，但有时也可能是18条或16条。卵一般产在脐戟叶片的下表面，但偶尔也会产在上表面。一堆卵有60到110颗，一般约为80颗。
孵化后，小幼虫只吃叶脉间的软组织。它们这样做是为了对付乳汁细胞分泌、叶脉中运输的有毒液体。3–4天后，幼虫也吃花、果、卷须、叶柄和嫩茎（同时继续吃叶子），使整株植物落叶。它们特别偏爱叶茎靠近柄部的腺。它们能处理乳汁的化学保护，以免引起口器凝结。幼虫会从口中吐丝，它们行走时头部会做'∞'型运动，免得从叶面上滑落。不过尽管有丝，在暴雨中它们还是会滑落。有四个龄期，所有龄期在暖季持续2个月，寒季持续2.5 - 3个月。幼虫是乳黄色，有黑色斑点、红色的足、覆盖有棒状末尾的黑色刚毛。它在3至6或10节处有5对腹脚，胸部连着6只真足。
当完成了除了最后一次以外的所有蜕皮后，幼虫会制造出茧。茧可以挂在树冠或两叶之间，不过更常见的是近地处，在苔藓和树皮之间。它是开放的网状茧，有巨大、不规则的网孔。